# Lewis Hodges
Lewis Hodges (né à Richmond en 1918 - mort en 2007) est un officier britannique qui a pendant la Seconde Guerre mondiale des fonctions au sein des squadrons suivants :
- 49 Squadron (A/S/Ldr ; 1942)
- 161 Squadron, qui sert le SOE pour ses missions clandestines en France. Lewis Hodges est pilote, puis commandant, en 1942-1944.
- 357 Squadron (décembre 1944-1945), en Inde.

## Famille
Il est le fils d'Arthur Hodges et épouse Elizabeth Blackett (mariage en 1950), dont il a 2 fils.

## Éléments biographiques
Lewis Macdonald (Bob) Hodges nait le 1er mars 1918 à Richmond (Surrey).
Il fait ses études à St Paul's School et au RAF College, Cranwell. Il est Pilot Officer en 1938.
Lewis Hodges, officier d’aviation, pilote un bombardier Hampden et, au retour d’une mission sur Stettin, touché par la Flak ennemie, s'écrase en Bretagne à Pordic, Côtes d'Armor. Sorti indemne de son appareil, il réussit à traverser la France et à atteindre les Pyrénées où, peu avant de passer la frontière, il est arrêté par la police de Vichy. Mis en prison, il s’évade, arrive en Espagne, où il tombe dans les mains des policiers espagnols… L’intervention des services diplomatiques britanniques, alertés, lui permet d’être assez rapidement libéré, et de gagner Gibraltar. Il est de retour dans son escadrille en juin 1941. Au cours de l’hiver 1942-1943, il prend le commandement du groupe des Whitley et Halifax au sein du Special Duties Squadron no 161  qui « sert » le SOE, squadron dont il devient le patron en mai 1943. À partir de juillet 1943, il assure lui-même des pick-ups aux commandes d’appareils Hudson (c’est lui qui amènera Vincent Auriol et François Mitterrand en Angleterre). Il commandera ensuite le Special Duties Squadron no 357 en Inde ; il est, après la guerre, l’un des responsables du Joint Services Staff College à Latimer ; il sert, un temps, au War Office, puis après diverses autres affectations importantes, acheva sa carrière comme Commandant en Chef adjoint des Forces Alliées en Europe Centrale.
Il prend sa retraite de la RAF en 1976, alors Air Chief Marshal.
De 1979 à 2000, il est président de la Royal Air Forces Escaping Society. Il est aussi, pendant plusieurs années, président du Special Forces Club et du RAF Club.
L’Air Chief Marshal Sir Lewis Hodges est décédé le 4 janvier 2007, à l’âge de 88 ans.

## Reconnaissance
Sir Lewis Hodges a reçu les distinctions suivantes :
- Grande-Bretagne :
  - CBE, Commandeur de l'ordre de l'Empire britannique (1958) ;
  - KCB, Chevalier de l'ordre du bain ;
  - DSO, Ordre du Service distingué (1944) and Bar (Extrême-orient, 1945) ;
  - DFC, Distinguished Flying Cross (1942) and Bar (1943).
- France :
  - Grand-Officier de la Légion d'honneur.

## Sources et liens externes
- Sur le site Special Forces Roll of Honour : fiche Lewis Hodges, avec photographie.
- Libre Résistance, bulletin d’information et de liaison, anciens des Réseaux de la Section F du S.O.E. (Special Operations Executive), Amicale BUCK, numéro 19, 1er trimestre 2007, page 7.
- Michael R. D. Foot, Des Anglais dans la Résistance. Le Service Secret Britannique d'Action (SOE) en France 1940-1944, annot. Jean-Louis Crémieux-Brilhac, Tallandier, 2008,  (ISBN 978-2-84734-329-8). Traduction en français par Rachel Bouyssou de (en) SOE in France. An account of the Work of the British Special Operations Executive in France, 1940-1944, London, Her Majesty's Stationery Office, 1966, 1968 ; Whitehall History Publishing, in association with Frank Cass, 2004. Ce livre présente la version officielle britannique de l’histoire du SOE en France. Une référence essentielle sur le sujet du SOE en France.
- Hugh Verity, Nous atterrissions de nuit…, préface de Jacques Mallet, 5e édition française, Éditions Vario, 2004.
- Patrick Veyret, "Le Wing Commander Lewis Mac Donald Hodges. Des missions de bombardement aux opérations spéciales (septembre 1939-octobre 1945", Histoire de Guerre, no 28, septembre 2002, p. 46-53.